# Orde van Trouwe Dienst van het Staatshoofd
De Orde van Trouwe Dienst van het Staatshoofd is een door  Malietoa Tanumafili II, koning van Samoa, ingestelde ridderorde met twee divisies en een enkele graad in ieder van deze divisies. De koning is de Soeverein van de drie Samoaanse ridderorden. Het verlenen van de orden gebeurt in zijn naam door het politiek verantwoordelijke kabinet.
De Divisie van de Openbare Dienst
- Lid (Member)

Er mogen tien Leden zijn.
De Divisie van Dienst in de Plaatselijke Gemeenschap
- Lid (Member)

Er mogen tien leden zijn.
Een Lid in de Orde van Verdienste volgt in rang op een Lid in de Orde van Samoa.
De onderscheiding in de "Divisie van de Openbare Dienst" wordt verleend voor verdiensten voor het landsbestuur en langdurige voorbeeldige dienst in de Samoaanse overheid terwijl de "Divisie van Dienst in de Plaatselijke Gemeenschap" voor verdiensten voor de dorpsgemeenschap, voor een district of wijk wordt toegekend.
Buitenlandse benoemingen gelden als surnumerair.